# Niederländische Inline-Skaterhockeynationalmannschaft
Die niederländische Inline-Skaterhockey-Nationalmannschaft ist die nationale Inline-Skaterhockey-Auswahlmannschaft der Niederlande. Sie repräsentiert den Niederländischen Inline-Skaterhockey Verband (Inline-Skaterhockey Nederland - ISHN) auf internationaler Ebene.
Zur Europameisterschaft 2013 werden die Niederlande, nach regelmäßiger Teilnahme in den Jahren zuvor, nicht antreten.

## Ergebnisse seit 2005
| Jahr | Ort                        | Platzierung |
| ---- | -------------------------- | ----------- |
| 2005 | Kaarst                     | 4. Platz    |
| 2006 | Lugano                     | 5. Platz    |
| 2007 | Steindorf am Ossiacher See | 6. Platz    |
| 2008 | Stegersbach                | 6. Platz    |
| 2009 | Lugano                     | 5. Platz    |
| 2010 | Lugano                     | 5. Platz    |
| 2011 | Stegersbach                | 7. Platz    |
| 2012 | Givisiez                   | 7. Platz    |